# Коренева, Лидия Михайловна
Лидия Михайловна Ко́ренева (19 [31] июля 1885, Тамбов — 2 июля 1982, Москва) — русская, советская актриса, народная артистка РСФСР (1938).

## Биография
Родилась 19 (31) июля 1885 в Тамбове. С 1904 года в школе МХТ, была занята в спектаклях. В 1907—1958 годах артистка МХАТ.
Коренева выведена под именем Людмилы Сильвестровны Пряхиной в «Театральном романе» М. А. Булгакова. В годы Великой Отечественной войны единственная из актёров МХАТ осталась в эвакуированной Москве, чтобы ухаживать за тяжело больной М. П. Лилиной — вдовой К. С. Станиславского.
После вывода на пенсию в 1958 году (по решению дирекции) Л. М. Коренева поклялась не переступать порог МХАТ. Своё обещание она сдержала. В апреле 1973 года она пришла на прощание с Аллой Константиновной Тарасовой, но порог театра не переступила, простояв на улице около театра, а все старики-корифеи МХАТа почтительно раскланивались с ней в проезде Художественного театра.
Умерла 2 июля 1982 года. Похоронена в Москве на Ваганьковском кладбище.

## Роли
- 1907 — «Борис Годунов» А. С. Пушкина — Ксения
- 1908 — «Синяя птица» М. Метерлинка — Вода, позже соседка Берленго и Фея
- 1908 — «Ревизор» Н. В. Гоголя — Марья Антоновна
- 1909 — «Месяц в деревне» И. С. Тургенева — Верочка
- 1910 — «Братья Карамазовы» по Ф. М. Достоевскому — Lise
- 1911 — «Пер Гюнт» Г. Ибсена — Сольвейг
- 1912 — «Вишнёвый сад» А. П. Чехова — Аня; «Нахлебник» И. С. Тургенева — Ольга Петровна Елецкая
- 1913 — «Николай Ставрогин» по «Бесам» Ф. М. Достоевского — Лиза; «Брак поневоле» Мольера — Доримена
- 1914 — «Горе от ума» А. С. Грибоедова — Лиза (ввод на роль)
- 1917 — «Село Степанчиково» по Ф. М. Достоевскому — Татьяна Ивановна
- 1918 — «У врат царства» К. Гамсуна — фрёкен Натали Ховинд
- 1919 — «Дядя Ваня» А. П. Чехова — Елена Андреевна (ввод)
- 1920 — «Каин» Дж. Байрона — Ада
- 1922 — «Три сестры» А. П. Чехова — Ирина
- 1923 — «Братья Карамазовы» по Ф. М. Достоевскому — Катерина Ивановна
- 1925 — «Горе от ума» А. С. Грибоедова — графиня-внучка Хрюмина; «Пугачёвщина» К. А. Тренёва — Харлова
- 1926 — «Дядя Ваня» А. П. Чехова — Мария Васильевна Войницкая (ввод)
- 1928 — «Вишнёвый сад» А. П. Чехова — Варя (ввод)
- 1929 — «Дядюшкин сон» по Ф. М. Достоевскому — Зинаида
- 1932 — «Мёртвые души» по Н. В. Гоголю — Софья Ивановна, дама, просто приятная
- 1936 — «Мольер» М. А. Булгакова — Мадлен Бежар
- 1938 — «Горе от ума» А. С. Грибоедова — графиня-внучка Хрюмина
- 1939 — «Тартюф» Мольера — Эльмира
- 1951 — «Плоды просвещения» Л. Н. Толстого — Анна Павловна Звездинцева (В 1921—1922 годах репетировала роль Бетси в несостоявшейся постановке К. С. Станиславского по этой же пьесе)
- 1956 — «Кремлёвские куранты» Н. Ф. Погодина — Женщина с кружевами (первая картина «У Иверских ворот»)
- 1957 — «Анна Каренина» Л. Н. Толстого — графиня Вронская (ввод)

## Фильмография
- 1915 — Инвалиды духа — Елизавета
- 1915 — Кумиры — Ирэн
- 1916 — Жизнь за жизнь — Муся, дочь Хромовой
- 1917 — За счастьем — Зоя Веренская
- 1917 — Король Парижа — Люсьенна Марешаль
- 1937 — На Дальнем Востоке — Иверцева

## Награды и премии
- народная артистка РСФСР (26 октября 1938)
- заслуженная артистка РСФСР (27 октября 1928)
- Сталинская премия второй степени (1952) — за роль Анны Павловны Звездинцевой в спектакле МХАТ СССР имени М. Горького «Плоды просвещения» Л. Н. Толстого
- орден Ленина (26 октября 1948)
- орден «Знак Почёта» (03.05.1937) — за выдающиеся заслуги в деле развития русского театрального искусства
- медали